# Haworthiopsis limifolia
Haworthiopsis limifolia (syn. Haworthia limifolia) je jednoděložná sukulentní rostlina z čeledi asfodelovité (Asphodelaceae). Druh jako první popsal Hermann Wilhelm Rudolf Marloth v roce 1910 pod názvem Haworthia limifolia, v roce 2013 byl v rámci taxonomické revize rodu přeřazen spolu s dalšími druhy do nového rodu Haworthiopsis. Jeho původním areálem je jihovýchodní Afrika (zejména jižní Mosambik, Svazijsko a jihoafrické provincie KwaZulu-Natal a Mpumalanga).